# Движение за независимость Сицилии
Движение за независимость Сицилии (итал. Movimento per l'Indipendenza della Sicilia, MIS) — сепаратистское движение, целью которого является независимость острова от Италии. Движение было основано в сентябре 1942 года как Комитет за независимость Сицилии (итал. Comitato per l'Indipendenza della Sicilia, CIS), черпавший вдохновение в Сицилийской вечерне, а Андреа Финоккьяро Априле (1878-1964) был его первым президентом. Своей цели они пытаются добиться не только с помощью политических выборов, но и общественными протестами. Молодёжное крыло организации было основано в 1944 году. После смерти в 2004 году Розарио Фазанаро, который являлся региональным секретарём, организация распалась на множество боевых сепаратистских групп. В 2006 году движение объявило о своём возвращении в политику. Сегодня его политика основана на трёх принципах: деколонизация, самоопределение, независимость и борьба с итальянской политикой в Сицилии, которую оно определяет как «инструмент колониального гнёта».